# John Robinson (theoloog)

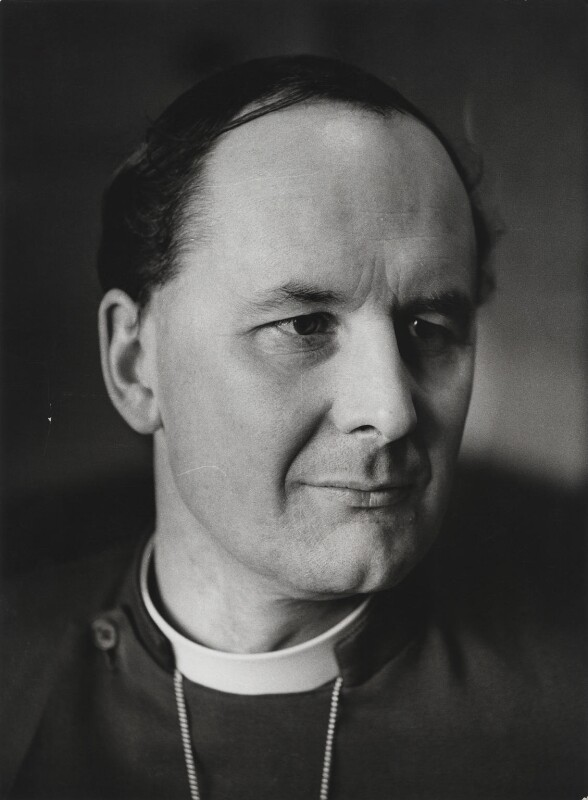
John Robinson

John Arthur Thomas Robinson (Canterbury, 6 mei 1919 – Arncliffe, 5 december 1983) was een Engels theoloog.

## Levensloop
De vader van Robinson was een anglicaans priester. Zelf studeerde hij theologie aan Westcott House in Cambridge. Zijn eerste boek In the End, God verscheen in 1948. In 1951 werd hij aangesteld als deken bij Clare College in Cambridge. In 1959 kreeg hij een aanstelling als bisschop van Woolwich. Vanaf 1969 was Robinson deken bij Trinity College, waar hij ook doceerde.
Zijn bekendste boek Honest to God verscheen in 1963. Het boek was niet zozeer vernieuwend - het leunde bijvoorbeeld sterk op Paul Tillich, Rudolf Bultmann en Dietrich Bonhoeffer - maar bereikte door de toegankelijke schrijfwijze wel een groot publiek. Bovendien was de tijdgeest door de toenemende secularisatie rijp voor de onderwerpen die Robinson aansneed. Volgens Robinson is God geen wezen of persoon, maar is Hij de diepste grond van ons bestaan. Die grond is liefde. Dat wordt bedoeld met de zin: "God is liefde". Daarmee keerde Robinson zich tegen de orthodoxe theologie, waarin God als een wezen wordt voorgesteld dat over het leven van mensen regeert. Robinson beschouwde Jezus vooral als "de mens voor anderen" die zo een glimp van God deed zien. Volgens de theoloog zou het christendom zich niet moeten richten op het bovennatuurlijke, maar juist op de wereld om zich heen.
Volgens Robinson was de mythologische taal van de Bijbel geen onzin. Deze taal had het christendom juist nodig om telkens opnieuw te spreken over God. Het was wel belangrijk om er bewust van te zijn dat het gaat om mythologische taal en die taal zou niet met God gelijkgesteld moeten worden.
In het boek But that I can't believe werkte Robinson het onderwerp verder uit met betrekking tot thema's als de hemelvaart en maagdelijke geboorte van Jezus. Met deze uitspraken groeide de Engelse theoloog voor velen uit tot symbool van de moderne theologie.
- Bibliothèque nationale de France: cb11922255k (data)
- CiNii: DA01989703
- Gemeinsame Normdatei: 118790749
- International Standard Name Identifier: 0000 0001 1442 8815
- Library of Congress Control Number: n79036866
- Nationale Bibliotheek van Letland: 000076607
- Bibliotheek van het Japanse parlement: 00525605
- Nationale Bibliotheek van Tsjechië: jn20000604674
- Nationale bibliotheek van Australië: 35811173
- Nationale Bibliotheek van Israël: 987007603847005171
- Nederlandse Thesaurus van Auteursnamen: 068321163
- Istituto Centrale per il Catalogo Unico: IEIV018025
- LIBRIS: 234702
- Système universitaire de documentation: 027104141
- Trove: 1098347
- Virtual International Authority File: 44304549
- WorldCat: E39PBJkTcdDDrhtDQJqqGfPqQq